# Peter Sendel
Peter Sendel (ur. 6 marca 1972 w Ilmenau) – niemiecki biathlonista, dwukrotny medalista olimpijski i wielokrotny medalista mistrzostw świata.

## Kariera
Pierwszy sukces osiągnął w 1990 roku, gdy jeszcze jako reprezentant NRD zdobył złoty medal w sztafecie na mistrzostwach świata juniorów w Sodankylä. Wynik ten powtarzał na mistrzostwach świata juniorów w Galyatető w 1991 roku i rozgrywanych rok później mistrzostwach świata juniorów w Canmore.
W Pucharze Świata zadebiutował 9 grudnia 1992 roku w Badgastein, zajmując 23. miejsce w biegu indywidualnym. Tym samym już w swoim debiucie zdobył pierwsze punkty. Na podium zawodów tego cyklu po raz pierwszy stanął 16 marca 1995 roku w Lillehammer, kończąc rywalizację w biegu indywidualnym na trzeciej pozycji. W zawodach tych wyprzedzili go jedynie Vesa Hietalahti z Finlandii i Austriak Ludwig Gredler. W kolejnych startach jeszcze sześć razy stawał na podium, jednak nie odniósł żadnego zwycięstwa. Ostatnie podium wywalczył 21 grudnia 2003 roku w Osrblie, gdzie zajął drugie miejsce w biegu pościgowym. Najlepsze wyniki osiągnął w sezonie 1999/2000, kiedy zajął dziewiąte miejsce w klasyfikacji generalnej, a w klasyfikacji biegu indywidualnego był trzeci.
Podczas mistrzostw świata w Canmore w 1994 roku wspólnie ze Steffenem Hoosem, Marco Morgensternem i Jensem Steinigenem zdobył brązowy medal w biegu drużynowym. Następnie zdobył srebro w sztafecie na mistrzostwach świata w Ruhpolding w 1996 roku. Kolejne dwa medale wywalczył na mistrzostwach świata w Osrblie rok później. Wspólnie z Carstenem Heymannem, Markiem Kirchnerem i Frankiem Luckiem był drugi w biegu drużynowym, a  razem z Ricco Großem, Svenem Fischerem i Frankiem Luckiem zwyciężył w sztafecie. W drugiej z tych konkurencji zdobył też brązowy medal podczas mistrzostw świata w Oslo/Lahti w 2000 roku oraz złoty podczas mistrzostw świata w Chanty-Mansyjsku trzy lata później, gdzie startował razem z Fischerem, Großem i Luckiem. Był też między innymi czwarty w biegu masowym na MŚ 2000, gdzie walkę o podium przegrał z Norwegiem Ole Einarem Bjørndalenem.
W 1998 roku wystąpił na igrzyskach olimpijskich w Nagano. Był tam ósmy w biegu indywidualnym, a razem z Fischerem, Großem i Luckiem zwyciężył w sztafecie. Brał też udział w igrzyskach w Salt Lake City cztery lata później, gdzie w swoim jedynym starcie wspólnie z Fischerem, Großem i Luckiem był drugi w sztafecie. Był to jego ostatni start olimpijski.

## Osiągnięcia

### Zimowe igrzyska olimpijskie
| Rok  | Miejscowość    | Konkurencje | Konkurencje | Konkurencje | Konkurencje | Konkurencje | Konkurencje | Konkurencje |
| Rok  | Miejscowość    | IN          | SP          | PU          | MS          | RL          | MR          | SR          |
| ---- | -------------- | ----------- | ----------- | ----------- | ----------- | ----------- | ----------- | ----------- |
| 1998 | Nagano         | 8.          | –           | nd.         | nd.         | 1.          | nd.         | –           |
| 2002 | Salt Lake City | –           | –           | –           | nd.         | 2.          | nd.         | –           |

### Mistrzostwa świata
| Rok  | Miejscowość      | Konkurencje | Konkurencje | Konkurencje | Konkurencje | Konkurencje | Konkurencje | Konkurencje |
| Rok  | Miejscowość      | IN          | SP          | PU          | MS          | RL          | MR          | SR          |
| ---- | ---------------- | ----------- | ----------- | ----------- | ----------- | ----------- | ----------- | ----------- |
| 1994 | Canmore          | nd.         | nd.         | nd.         | nd.         | nd.         | nd.         | –           |
| 1995 | Anterselva       | –           | –           | nd.         | nd.         | –           | nd.         | –           |
| 1996 | Ruhpolding       | 25.         | –           | nd.         | nd.         | 2.          | nd.         | –           |
| 1997 | Osrblie          | –           | –           | –           | nd.         | 1.          | nd.         | –           |
| 1999 | Kontiolahti/Oslo | 18.         | 50.         | 15.         | 22.         | 4.          | nd.         | –           |
| 2000 | Oslo/Lahti       | 6.          | 8.          | 12.         | 4.          | 3.          | nd.         | –           |
| 2001 | Pokljuka         | 47.         | –           | –           | –           | –           | nd.         | –           |
| 2003 | Chanty-Mansyjsk  | 8.          | –           | –           | 11.         | 1.          | nd.         | –           |
| 2004 | Oberhof          | –           | 22.         | 41.         | 27.         | –           | nd.         | –           |

### Puchar Świata

#### Miejsca w klasyfikacji generalnej
| Sezon     | Miejsce |
| --------- | ------- |
| 1993/1994 | 25.     |
| 1994/1995 | 21.     |
| 1995/1996 | 32.     |
| 1996/1997 | 23.     |
| 1997/1998 | 25.     |
| 1998/1999 | 10.     |
| 1999/2000 | 9.      |
| 2000/2001 | 18.     |
| 2001/2002 | 20.     |
| 2002/2003 | 21.     |
| 2003/2004 | 18.     |
| 2004/2005 | -       |

#### Miejsca na podium chronologicznie
| Lp. | Dzień      | Rok  | Miejscowość | Konkurencja                | Lokata | Pudła   | Czas biegu | Strata  | Zwycięzca            |
| --- | ---------- | ---- | ----------- | -------------------------- | ------ | ------- | ---------- | ------- | -------------------- |
| 1.  | 16 marca   | 1995 | Lillehammer | Bieg indywidualny na 20 km | 3.     | 0+0+0+1 | 59:29,3    | +15,5   | Vesa Hietalahti      |
| 2.  | 27 lutego  | 1999 | Lake Placid | Bieg pościgowy na 12,5 km  | 2.     | 0+0+0+0 | 34:07,9    | +4,2    | Raphaël Poirée       |
| 3.  | 10 grudnia | 1999 | Pokljuka    | Bieg pościgowy na 12,5 km  | 2.     | 0+0+0+0 | 36:42,6    | +7,4    | Frode Andresen       |
| 4.  | 7 stycznia | 2000 | Oberhof     | Bieg pościgowy na 12,5 km  | 2.     | 0+0+0+0 | 37:42,1    | +29,7   | Ole Einar Bjørndalen |
| 5.  | 12 marca   | 2000 | Lahti       | Bieg pościgowy na 12,5 km  | 2.     | 1+1+0+0 | 41:01,8    | +18,7   | Sven Fischer         |
| 6.  | 18 grudnia | 2003 | Osrblie     | Bieg indywidualny na 20 km | 3.     | 0+0+0+0 | 45:46,5    | +1:11,7 | Raphaël Poirée       |
| 7.  | 21 grudnia | 2003 | Osrblie     | Bieg pościgowy na 12,5 km  | 2.     | 1+0+0+0 | 31:39,5    | +24,4   | Raphaël Poirée       |